# Дымовое колечко
Дымовое кольцо — видимое вихревое кольцо, образованное дымом в чистой атмосфере.
Курильщики могут намеренно или случайно выпускать кольца дыма изо рта. Дымовые кольца также могут образовываться в результате внезапных вспышек огня (например, при поджигании и немедленном тушении зажигалки), встряхивании источника дыма (например, ароматической палочки) вверх и вниз, при стрельбе из некоторых видов артиллерийских орудий или использование специальных приспособлений, таких как вихревые пушки и игрушки с вихревыми кольцами. Голова ядерного гриба представляет собой большое кольцо дыма.
Дымовое кольцо обычно образуется, когда клуб дыма внезапно выбрасывается в чистый воздух, особенно через узкое отверстие.
Дым делает кольцо видимым, но существенно не влияет на поток. То же самое происходит с любой жидкостью, образуя вихревые кольца, которые невидимы, но в остальном полностью похожи на кольца дыма.

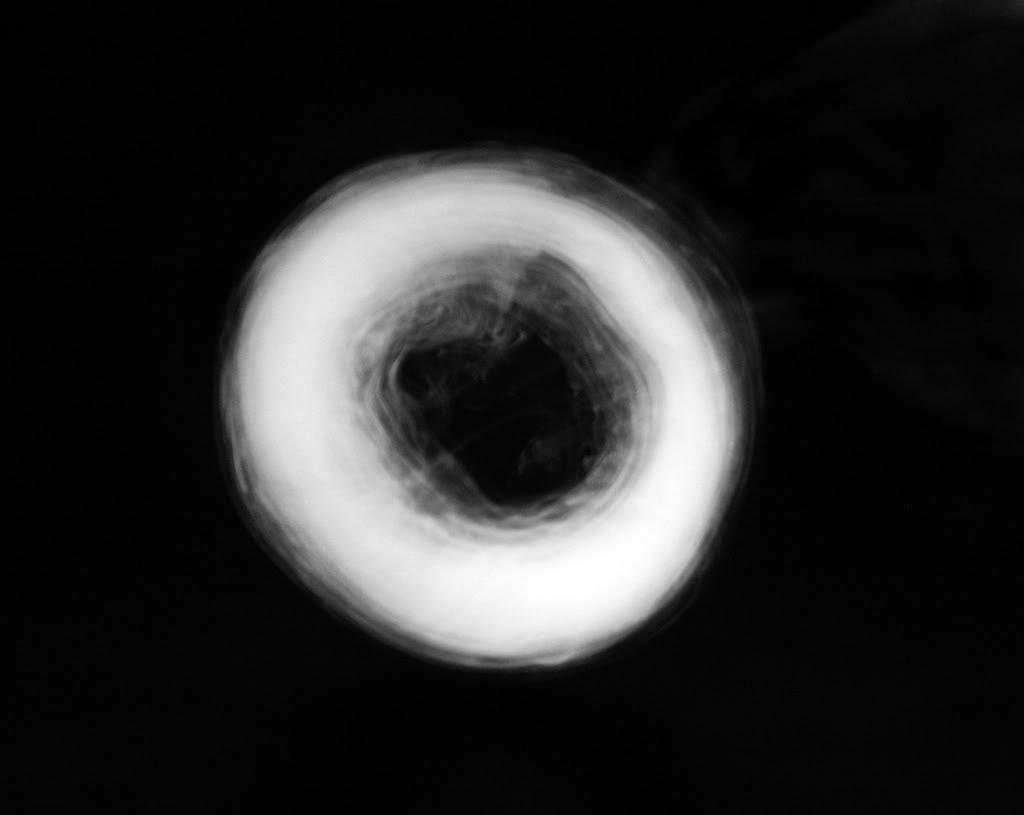
Кольцо из дыма

## Курение
Курильщик может производить кольца, набирая дым в рот и выпуская его движением языка, закрывая челюсть, постукивая по щеке или производя внезапный выброс воздуха легкими и горлом. Курильщик также может использовать любой из этих методов, чтобы выдуть облако дыма изо рта.
Трюк, который часто выполняется в сочетании с дымовыми кольцами, выдуваемыми ртом, — это французский вдох.
Также можно создать колечко из пара, используя те же методы, выдыхая воздух на холоде.
Самые известные такие паровые кольца были произведены в середине 20-го века на рекламном щите Дугласа Ли в отеле Claridge на Таймс-сквер в Нью-Йорке с рекламой сигарет Camel. Автоматическая паровая камера за рекламным щитом производила выбросы пара каждые четыре секунды, создавая впечатление, что кольца дыма выходят из открытого рта курильщика и улетучиваются. Вдохновленный запретом на световую рекламу эпохи Второй мировой войны, курильщик Camel долгое время оставался достопримечательностью Таймс-сквер.
Некоторые пользователи электронных сигарет модифицируют свои устройства, чтобы вдыхать сразу большое количество пара, выдыхать «облака» в виде узоров, похожих на кольца дыма.

## Вулканы
При определенных условиях некоторые жерла вулканов могут образовывать большие видимые кольца дыма. Хотя это редкое явление, было замечено, что несколько вулканов испускают массивные вихревые кольца пара и газа:
- Этна, Италия (Сицилия)
- Стромболи, Италия (Липарские острова)
- Эйяфьядлайёкюдль, Исландия
- Гекла, Исландия
- Тунгурагуа, Эквадор
- Пакая, Гватемала
- Редаут, США (Аляска)
- Асо, Япония (Кюсю)
- Уайт-Айленд, Новая Зеландия
- Сламет, Индонезия (Центральная Ява)

- Момотомбо, Никарагуа (Леон)